# 羅塔島
羅塔島（英語：Rota Island，查莫羅語：Luta），是位於美屬北馬利安納群島中最南邊的一座小島，該島被稱之為友誼之島。島上最大聚落為宋宋，第二大聚落為西那帕羅。

## 歷史

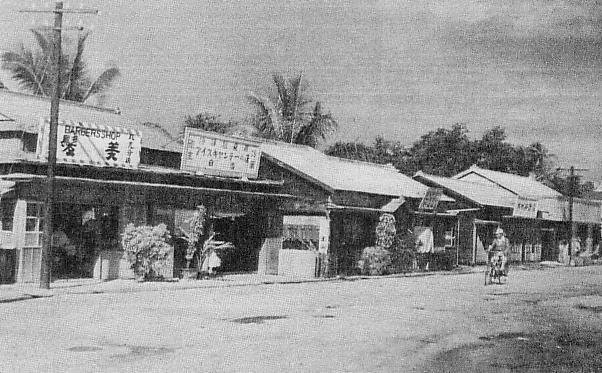
日治時代的羅塔島

羅塔島於西元1521年為當代葡萄牙航海家－麥哲倫所發現，不過麥哲倫並未登上該島而是繼續航行至關島，因此第一位登上該島的歐洲人並非麥哲倫，而是另一位西班牙航海家胡安·塞巴斯蒂安·埃尔卡诺。
相繼經過西班牙與德國的統治後，於第一次世界大戰中的1914年，羅塔島隨著整個赤道以北的德屬南洋諸島一起被日軍佔領。1920年，成為國際聯盟託管地，交由日本進行委任統治。
比起塞班島與天寧島，羅塔島的開發起步較晚。1935年12月，製糖工場完工，開始砂糖的生產，1000多名日本人因此移住至羅塔島從事甘蔗種植與製糖的工作，然而成效不佳，3年多後就停止生產。
太平洋戰爭時，雖然羅塔島並未發生陸上戰爭，但是交通上陷入孤立狀態。1944年起日軍加強守備隊的防守，最終駐紮海軍2000名（第五六警備派遣隊、設營隊、航空隊基地要員）、陸軍950名。。陸海軍總指揮官為陸軍步兵少佐的今川茂男。雖然每日都會遭受空襲，但是生活相對於其他島嶼和平。
二戰後，作為太平洋群島託管地的一部分由美國託管，1978年後屬於美國自治邦北馬利安納群島一部分。

## 地理
羅塔島長約11英里（約17公里）；寬約3英里（約5公里），其海岸線大約38英里（約62公里）長，最高點為島上的馬里亞那山（約1,625英呎，約495公尺）。該島位於關島之北約47英里（約76公里），天寧島之南約63英里（約101公里），北馬利安納群島首府塞班島之南73英里（約113公里）。島上均分布豐富的野生動植物。

## 交通
該島的對外海上交通管道－羅塔港位於該島西南端的宋宋，而對外航空交通管道－羅塔國際機場位於該島中部高地之西那帕羅。